# Into Paradiso
Pour plus de détails, voir Fiche technique et Distribution.
Into Paradiso est un film italien réalisé par Paola Randi, sorti en 2010.

## Fiche technique
- Titre : Into Paradiso
- Réalisation : Paola Randi
- Scénario : Chiara Barzini, Michela Bozzini, Pietro Albino Di Pasquale, Luca Infascelli, Antonella Antonia Paolini, Antonia Paolini, Paola Randi, Carlo Salsa et Stefano Voltaggio
- Musique : Fausto Mesolella
- Photographie : Mario Amura et Guido Michelotti
- Montage : Gianni Vezzosi
- Production : Fabrizio Mosca
- Société de production : Acaba Produzioni
- Pays :  Italie
- Genre : Comédie
- Durée : 104 minutes
- Dates de sortie : 
  - Italie : 7 septembre 2010

## Distribution
- Gianfelice Imparato : Alfonso D'Onofrio
- Saman Anthony : Gayan
- Eloma Ran Janz : Giacinta
- Giovanni Ferreri : Colasanti
- Peppe Servillo : Vincenzo Cacace
- Gennaro Di Colandrea
- Antonio Laurenti : Sgherro
- Shatzi Mosca : Venezia

## Distinctions
Le film a été nommé pour 4 David di Donatello.